# 互助會
互助會，俗稱標會、做會、呈會或會仔，在法律上則稱為合會，是民間一種小額信用貸款的型態，具有賺取利息與籌措資金的功能。互助會的發起人稱為「發起會員」（俗稱「會首」、「會頭」），其餘參加互助會的人則為「一般會員」（或稱會仔腳）。
在華人社群，互助會源自閩南地區，亦曾在香港興盛。目前隨著理財商品與小額信貸勃興後，除了臺灣之外，各地的互助會已慢慢沒落；但近年有人應用互聯網科技來運作，復興了互助會，稱為網路標會。
在世界各地都有類似的組織，例如拉丁美洲的tanda、juntas、cunidas、cuchubál或panderos、南亞的kameti、chit fund、visi或dhukuti、東非的chama、ekub或hagbad、南韓的「契」（계）、越南的「會」（hội或hụi）、日本的或「無盡」、西印度群島的partnerhand、南非的stokvel、西非和加勒比海的susu、埃及的جمعية、羅馬尼亞的C.A.R. Țigănesc/Roata、菲律賓的paluwagan、印尼的arisan、泰國的เล่นแชร์、蘇格蘭的menage。

## 歷史

### 東亞
互助會的起源眾說紛紜。在敦煌文獻的記載中發現，互助會可能是在唐宋時期由印度隨著佛教僧侶弘法東來，是一種印度人互相借款的方法。据《新唐书》197卷，學者推測在唐末，互助会已经初具雏形。
一說指出，互助會是由東漢的龐德公所發明，但是如何創立卻無記載可考。
一說指出，互助會起源於晉代竹林七賢輪流出錢，互相借貸的辦法。由於江蘇、安徽等地曾盛行過七人倫會的「七賢會」，故又有說起源於此。
有一說指出，互助會起源於福建民間（一說泉州，一說福州）每月投款募資，供應需要借錢的商人，並收取利息。後來傳到溫州，這對後來溫州商人的崛起有直接的關係。
清代臺灣由泉漳傳來此模式，民間的合會分為「搖會」、「寫會」（標會）、「搖干會」三種。其中搖會又稱「穀會」、「冬會」、「季會」，於農作物收成時開會。另有一種「戒指會」。
在琉球國第二尚氏王朝，當地久米村人蔡溫從中國大陸引入互助會至琉球。
在臺灣日治時期經過日本人改良之後，曾經傳入日本，目前以臺灣或臺商社群最為流行。反而中國大陸並不盛行此模式。

## 术语
會員
發起會員（会首、會頭）與普通會員（会脚、脚仔）的总称。
發起會員（会首、會頭）
标会的發起會員称“会首”，或称“会头”。会首也可由参与标会的人共同推举产生，只能是一人。标会首期筹款归会首所有，同时会首负有义务召集每期聚会、收取会钱并把交付给该期得款的会员。如有成员违约未按时缴纳会钱，会首须先行垫付，再向该会员追讨。
普通會員（一般會員、会脚、脚仔）
除「会首」之外，其他参与标会的人，都叫做「会脚」，俗稱「脚仔」。有些互助會較為嚴謹，「會腳」入會還需要有保人為其作保。有的人財力較雄厚，也可以一人擔任兩個「會腳」，術語叫做「兩口會」。比如「陳志明」是「兩口會」，可以叫做「陳志明（甲）」、「陳志明（乙）」。「林春嬌」也可以叫做「林春嬌（一）」、「林春嬌（二）」。除了「兩口會」，甚至可能會有「三口會」、「四口會」等情況。
会费
又稱會款、會錢，是事先约定的一筆金額，每期都必須繳納。
得标
获得某期筹集的全部會費等金錢。
投標金
又稱標金，得標會員願意支付的利息。
死会、活会
曾經得标的會員即为“死会”（理論上第二期開始，會首必定死會），尚未得标者即为“活会”。
内标会
活会会员缴交會費，扣除当月的標金。死会会员每期缴交會費。这种标会称为“内标会”。
外标会
活会会员缴交會費。死会会员缴交會費加上標金。这种标会称为“外标会”。
出险会
如果有会员开始不缴或拖欠會費，此标会即为“出险会”。
倒会
某死會会员不再缴交会款，称为“倒会”。

## 運作
會首起會之後，可以向所有會員收取首期全數會款，之後每期會員所繳交之會款，則由會首收齊，交給得標會員。欲投標者須以將「投標金」金額寫好以信封裝好並簽名，然後會首召集各會員，公開拆閱，以價高者得。但每期必定有人得標。一般來說，無人競標的時候，「會首」會以抽籤方式選到得標者，並以最低利率加以計算。
「會首」一般是為了經商或者急需頭寸才成立互助會的。「會脚」入會則主要是為了儲蓄，或者是當緊急預備金，當急需周轉時，不需要去借，亦可薄收利息。所以「會腳」們会根据自己的情况，对自己何时得標有所期待。以内标会为例，通常急需用钱的人会倾向于先得標，以取得资金。
而想要賺錢，资金较充裕，并不急于套现的「會腳」，则会倾向于最后得標，因为這樣所得的利息最多。
在中期得標者，在时效、利息各方面都无优势可言，所以多不愿意在中间得標，在有些起会之初即规定「會腳」得标顺序的互助会中，「會首」多只好安排自己的親友在中间得標。
互助會按照會員繳交會款方式的不同，又可分為「內標式」互助會和「外標式」互助會：

### 內標式互助會
得標會員每期應支付金額為起會時約定的會款數額；未得標會員則支付起會時約定的會款數額扣除該期得標會員的標金（利息）。
每個月，互助會內都要進行一次競標，出價最高者可取走當月所有的會費。會費是規定不變的，但得標者所得的所有會費又不是完整的會費。比如，例如某個內標式互助會，會員人數50人，會費為1,000元，第一個月的會錢交給會首甲，所以會首收到共49,000元，並死會，第二個月起不得再參與投標。會員乙出投標金100元，會員丙出投標金200元，但會員丁出投標金260元，是最高價的，所以得標。那麼會中的所有會員只需給會員丁740元（會費-投標金=所付金額），所以會員丁可以拿到740⨯49=36,260。但如果所有會員出價都是100元，那麼就由第一個投標的會員得標，或者由會首公開抽籤。這種情況在互助會中經常出現，這是因為所有會員把互助會當成理財工具，不急著用錢，而且，一旦標中，以後就不能再競標，只有付會費的份了，每個會員都只能得標一次，大家都想在急需頭寸時才得標。理論上來說，只要能夠等到較後面再標中，能收穫的利益會是較多的（1,000-100=900，900⨯49{\displaystyle =}44,100）。

### 外標式互助會
得標會員每期應支付金額，為起會時約定的會款數額，加上得標時的標金（利息）；未得標會員每期應支付金額為起會時約定的會款數額。
每個月，互助會內都要進行一次競標，出價最高者可取走當月所有的會費。例如某個外標式互助會，會員人數50人，會費1,000元，每月投標，會期共50個月。第一個月的會錢交給會首A，所以會首收到共49,000元，並死會，第二個月起不得再參與投標，會頭第二個月開始繳交的會錢為1,000元。第二個月開始，由其他的活會會員各自出投標金，以價高者得標。會員B首先發難，出投標金100元，會員C出投標金200元，但會員D出投標金250元，是最高價，於是得標。其中48人活會各繳交1,000元，會首亦交1,000元。故知會員D可以拿到49,000元。之後會員D死會，以後每個月需繳交的費用，即1,000+250=1,250。第三個月開始，會員E得標，其中47人活會各繳交1,000元，會首亦交1,000元，會員D要繳1,250元，故會員E可以收49,250元。

## 实例
某标会会脚23人，会首1人，共计24名会员。每月开标一次，约定每月會費10,000元。形式为内标会，会首为甲。
第一个月，第一次聚会投标，按规则会首甲得标，不納標金。所有会脚必须缴交10,000元给会首，因此甲可得230,000元。实际上凡是会首即在首期享有无息借款的权利。
第二个月，第二次聚会投标，23个活会会脚大家都来竞出標金（利息），假设乙出价800元最高，第二个月即由乙得标。会首甲因已经死会，本月必须拿出10,000元给得标的乙，其他22个活会会员，则各缴交10,000-800=9200元给乙，所以乙可以一次取得10,000+9,200⨯22=212,400元。乙尔后丧失投标权利，每个月要拿出10,000元来交给得标人。
第三个月，第三次聚会投标，22个活会会脚大家都来竞出利息，假设丙出价1,200元最高，第三个月即由丙得标。甲乙因已经死会，本月必须拿出10,000元给得标的丙，其他21个活会会员，则各缴交10,000-1,200=8,800元给丙，所以丙可以一次取得10,000⨯2+8,800⨯21=204,800元。丙尔后丧失投标权利，每个月要拿出10,000元来交给得标人。
第四个月，第四次聚会投标，21个活会會腳大家都来竞出利息，假设丁出价900元最高，第四个月即由丁得标。甲、乙、丙已经死会，本月必须拿出10,000元给得标的丁，其他20个活会會腳，则各缴交10,000-900=9,100元给丁，所以丁可以一次取得10,000⨯3+9,100⨯20=212,000元。丁尔后丧失投标权利，每个月要拿出10,000元来交给得标人。
以此类推，直到最后剩下一人「癸」从未得标。癸在最后第24个月时必定得标（因當時所有會員都已死会）。所有前面23人都必须缴交10,000元给他，他可以一次得标230,000元。标会至此结束。

## 網絡標會
網路標會為結合傳統民間標會及現代科技的一種理財方式，亦是在2008年新興之網路理財方式。網路標會與傳統民間標會的運作流程幾乎雷同，不過在金流部分整個走向自動電子化。會員自行選擇網路上之標會組合，參與率達八成即可成會。由出高標者得標，若無投標者，即以抽籤的方式抽出得標者。其方式與傳統標會雷同，在金流部分由人工作業改為電子作業。

## 相关法律规定
民國89年（西元2000年）5月5日施行的《民法》第709-1至709-9条，对合会有作出规定，具体内容如下：
- 第709-1条：称合会者，谓由会首邀集二人以上为会员，互约交付会款及标取合会金之契约。其仅由会首与会员为约定者，亦成立合会。前项合会金，系指会首及会员应交付之全部会款。会款得为金钱或其他代替物。

- 第709-2条：会首及会员，以自然人为限。会首不得兼为同一合会之会员。无行为能力人及限制行为能力人不得为会首，亦不得参加其法定代理人为会首之合会。

- 第709-3条：合会应订立会单，记载左列事项：一、会首之姓名、住址及电话号码。二、全体会员之姓名、住址及电话号码。三、每一会份会款之种类及基本数额。四、起会日期。五、标会期日。六、标会方法。七、出标金额有约定其最高额或最低额之限制者，其约定。前项会单，应由会首及全体会员签名，记明年月日，由会首保存并制作缮本，签名后交每一会员各执一份。会员已交付首期会款者，虽未依前二项规定订立会单，其合会契约视为已成立。

- 第709-4条：标会由会首主持，依约定之期日及方法为之。其场所由会首决定并应先期通知会员。会首因故不能主持标会时，由会首指定或到场会员推选之会员主持之。

- 第709-5条：首期合会金不经投标，由会首取得，其余各期由得标会员取得。

- 第709-6条：每期标会，每一会员仅得出标一次，以出标金额最高者为得标。最高金额相同者，以抽签定之。但另有约定者，依其约定。无人出标时，除另有约定外，以抽签定其得标人。每一会份限得标一次。

- 第709-7条：会员应于每期标会后三日内交付会款。会首应于前项期限内，代得标会员收取会款，连同自己之会款，于期满之翌日前交付得标会员。逾期未收取之会款，会首应代为给付。会首依前项规定收取会款，在未交付得标会员前，对其丧失、毁损，应负责任。但因可归责于得标会员之事由致丧失、毁损者，不在此限。会首依第二项规定代为给付后，得请求未给付之会员附加利息偿还之。

- 第709-8条：会首非经会员全体之同意，不得将其权利及义务移转于他人。会员非经会首及会员全体之同意，不得退会，亦不得将自己之会份转让于他人。

- 第709-9条：因会首破产、逃匿或有其他事由致合会不能继续进行时，会首及已得标会员应给付之各期会款，应于每届标会期日平均交付于未得标之会员。但另有约定者，依其约定。会首就已得标会员依前项规定应给付之各期会款，负连带责任。会首或已得标会员依第一项规定应平均交付于未得标会员之会款迟延给付，其迟付之数额已达两期之总额时，该未得标会员得请求其给付全部会款。第一项情形，得由未得标之会员共同推选一人或数人处理相关事宜。

## 風險

### 中華人民共和國
标会在中华人民共和国法律上属非法集资的金融活动。采用标会形式向社会公众吸收资金，扰乱金融秩序，构成非法吸收公众存款罪。因此标会存在于民间，全依靠会员之间的信用来维持，因缺乏明确法律地位，产生纠纷时法律无法给予受害人完全的保护。特别是那种大规模集群性的投机性标会或以骗取会款而设立的恶性标会。一般标会利息上限没有事先限制，标中最高利息者得会钱，而不问其用途和还款收入来源。如果会员标中利息过高，而其经济基础过于薄弱，或者是转放到更高中标利息的标会以赚取利息差，那么金融风险就陡增。极端时会出现标会之间大规模会套会、会抬会，中标利息越来越偏高，一旦会首或者会员中出现欺诈逃逸，就导致支付链和信任链的断裂，发生大规模倒会风波，直至相互斗殴、寻仇，引发社会动荡。
民间为了规避风险，通常把标会建立在亲情、愛情、乡情、友情等牢固的血缘、地缘关系基础之上。

### 美國
標會在美国屬非法集資的金融活動，這種金融活動形式沒有受到合同法、公司法的保護，這種無正規協議、無收據、缺少書面證據的投資操作隱藏了巨大風險，也被歸類於高利貸。標會不受美國法律保障，不過被倒會的會員若能提供受騙的證據，倒會的會首可被控詐騙等刑事罪名。